# Javier Martínez
Javier Martínez (Buenos Aires, 18 de marzo de 1946-Buenos Aires, 4 de mayo de 2024) fue un baterista, cantante y compositor de blues y rock argentino, fundador y líder de Manal, el primer grupo que compuso blues en español. Martínez ostenta un récord en ejecución de batería ininterrumpido. Es considerado uno de los precursores del rock y blues en español. Fue el máximo responsable de la composición del álbum debut de Manal, considerado como una de las mejores obras del rock argentino, con canciones como «Jugo de tomate frío», «Informe de un día», «Casa con diez pinos», «Porque hoy nací» y «Avellaneda Blues», este último en coautoría con Claudio Gabis.
El 14 de octubre de 2010 la ciudad de Buenos Aires lo declaró como ciudadano ilustre. También en su distrito, Berazategui, en la provincia de Buenos Aires.

## Biografía

### Inicios

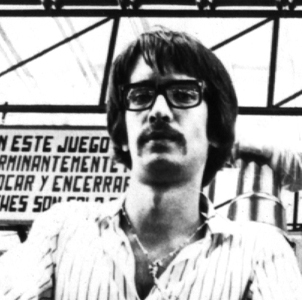
Javier Martínez en 1969.

Nació el 18 de marzo de 1946, en el barrio de Coghlan en la calle Nahuel Huapí, Buenos Aires. Su padre era actor de teatro y músico, y eligió  el nombre de Javier por el personaje que estaba interpretando.

Por otro lado mi viejo era uruguayo y había tenido contactos con el candombe, tocaba tamboriles así para divertirse... Me acuerdo que a los 5, 6 años ya me hacían hacer la base con el tambor más grande.
Javier Martínez.

Desde 1964, Martínez experimentó con su voz —de cierto registro negro—, seguro de que encontraría algún modo de introducir la lengua de Cervantes en el blues mundial.
Martínez integró el grupo Los Secuaces, un cuarteto que recreaba piezas del rock anglosajón en castellano. El grupo alcanzó el segundo lugar en el Festival de los Desconocidos. El certamen, en octubre de 1964 en el Estadio Luna Park, estaba organizado por el programa televisivo La escala musical. El premio consistió en presentaciones en el popular ciclo y actuaciones en clubes de Capital Federal y Gran Buenos Aires. Ese año, Javier conoció un reducto de jazzeros y roqueros: La Cueva. En aquel reducto, conoció con Mauricio «Moris» Birabent. Junto a él, durante el verano de 1965 y 1966, dio vida a Los Beatniks. El conjunto, cuyo repertorio oscilaba entre el blues, el rock y el bolero, animó las noches de Villa Gesell en el Juan Sebastián Bar. De regreso a la gran ciudad, se sumó a Gaston’s Group (o El Grupo de Gaston). El trabajo con el combo le permitió comprar una batería CAF.
A los 16 años descubrió el jazz moderno, y según él, "tenía un fixture de todos los programas de jazz que había en la radio". A esa edad, a un amigo vecino de Flores le habían comprado una batería, Javier comenzó a frecuentarlo para tocar, quedó complacido. Aprendió gracias al libro de Gene Krupa. En agosto de 1967, participó en el happening organizado por Miguel Ángel Tellechea en el Instituto Di Tella "Beat Beat Beatles". Gaston’s Group y Bubblin’ Awe ensayaban a pocas cuadras. La relación entre ambas bandas comenzó a ser fluida. Gabis terminó registrando un preciso riff de guitarra distorsionada en «Oasis», una de las piezas del primer simple de sus colegas quienes, por entonces, ya habían castellanizado su nombre. Sobre finales de 1967, Martínez invitó a Gabis a sumarse a un nuevo proyecto, se trataba de armar un conjunto de blues en castellano.
En un primer intento, a principios de 1968, Martínez y Gabis llamaron a Emilio Kauderer y Rocky Rodríguez para una sesión de grabación en el estudio de Jorge Tagliani de la calle Cachimayo, en Primera Junta, de acotadas limitaciones técnicas, sólo era capaz de registrar dos pistas. Gabis reservó sesiones para probar qué frutos podía traer. De lo grabado se prensó un solo disco, que Gabis prestó a Pajarito Zaguri en 1969, y nunca recuperó. En esa época en que se realizaron las sesiones en Tagliani, Martínez fue convocado para encarnar a "Paco", un personaje de Tiro de Gracia, película basada en el libro homónimo de Sergio Mulet que rodaba el director Ricardo Becher. Durante la filmación, Martínez le comentó a Jorge Goldemberg -integrante del equipo que realizaba la película- que estaba formando un grupo musical que estaba registrando "algunas cosas interesantes". Goldemberg escuchó el disco y quedó impresionado. Se lo comentó a Becher, quien acudió al estudio de Tagliani para escuchar en las mejores condiciones posibles el material que Gabis, Martínez y sus compañeros habían grabado, decidiendo que fueran los encargados de realizar la música de su film. Poco después, gracias a la influencia de Goldemberg, Claudio y Javier fueron invitados a participar en el espectáculo teatral VietRock, en el teatro Payró. Gabis convenció a Martínez de llamar al bajista Alejandro Medina para integrarse, completando la formación del futuro Manal.
Responsable con su amigo Moris de la fundación de Los Beatniks en Villa Gesell (la primera banda que grabó rock en castellano con el sencillo «Rebelde»), pronto se acercó al legendario reducto roquero La Cueva donde conoció a Tanguito, Alejandro Medina, Luis Alberto Spinetta y otros artistas primordiales de la música argentina. Por consiguiente, también recaló en La Perla del Once, donde se reunían Litto Nebbia, Moris, Daniel Irigoyen, Miguel Abuelo y otros importantes cantautores del rock.

### Manal

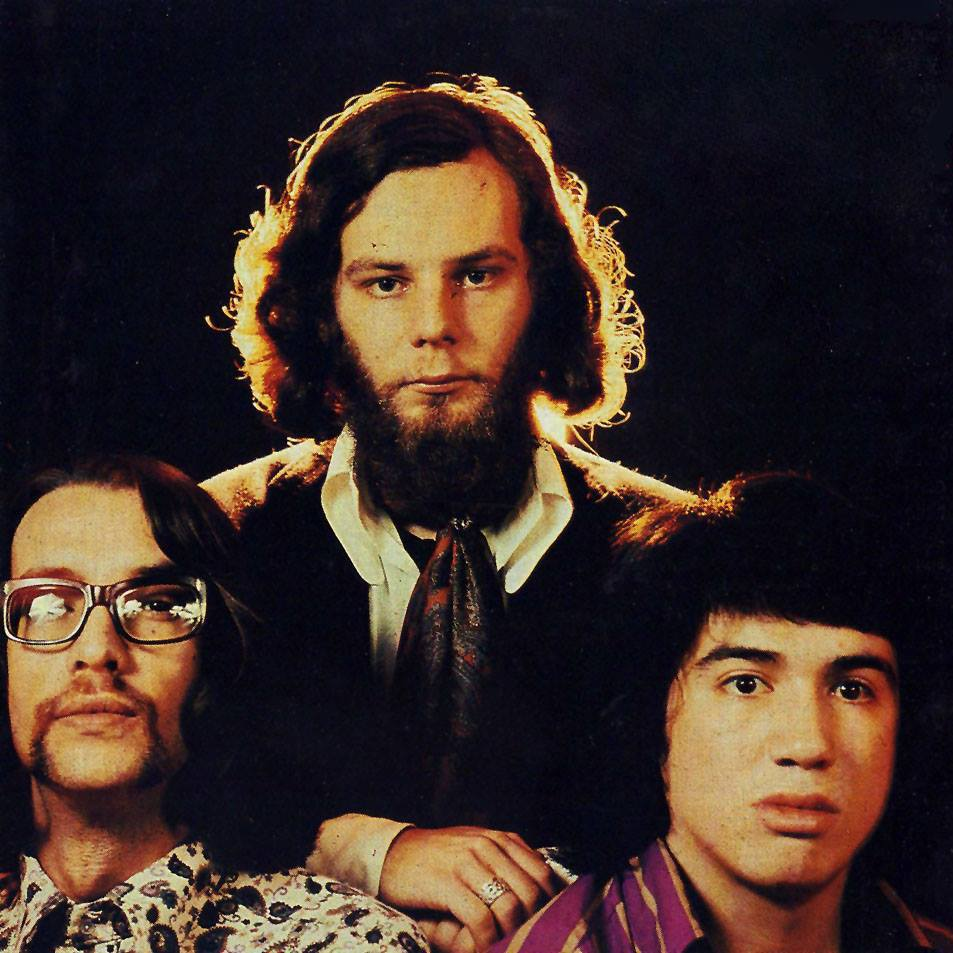
El grupo Manal: arriba Claudio Gabis, abajo Javier Martínez y Alejandro Medina.

En 1967 Martínez conoció en el Instituto Di Tella al guitarrista de blues Claudio Gabis. Ambos decidieron entonces formar un grupo de blues y soul con letras en castellano, tal como propuso Javier desde el primer momento.
En 1968 se reunieron con Medina (que en La Cueva tocaba en una banda llamada The Seasons). El trío resultante fue bautizado Manal y esa primera formación es considerada hoy como uno de los grupos fundacionales del rock argentino, junto a Almendra y Los Gatos.
Manal comenzó a ensayar en el Teatro Payró a cambio de musicalizar la obra teatral Vietrock que allí se montaba, pero las condiciones laborales no convencieron al trío y dejaron el proyecto antes de su estreno.
Poco después, en una fiesta, conocieron a sus futuros productores discográficos, el editor de libros Jorge Álvarez y sus socios Pedro Pujó, Javier Arroyuelo y Rafael López Sánchez, que al escucharlos días más tarde en un ensayo, les propusieron financiar y grabar un primer disco sencillo.
El grupo estaba compuesto por Javier Martínez y Claudio Gabis, este último llamó a Alejandro Medina para que se sume a una sesión de grabación en el estudio de Tagliani (de dos canales) de la calle Cachimayo, aún sin ser un grupo formal. De aquella sesión de improvisación tomó forma la canción "Estoy en el infierno" cantada por Martínez, tema principal de la película, cuya lírica había sido escrita en el mismo estudio de grabación. Un día cuando el grupo estaba ensayando apareció Ricardo Becher, y entusiasmado por la música que estaba haciendo el grupo les propone comenzar al día siguiente a grabar la música para Tiro de Gracia en los estudios Phonal. Allí registraron los ambientes (instrumentales fundamentalmente), en cuatro o cinco sesiones, con Roberto "Fanacoa" de Vita en órgano Hammond.
Álvarez y su socio Pujó decidieron fundar su propio sello, bautizado Mandioca, que editó a varios de los más importantes roqueros argentinos, como Tanguito, Sui Generis, Pappo y Miguel Abuelo, entre otros.
Martínez cuenta como eran las caminatas o naufragíos luego de un ensayo:

Nosotros nos fuimos ensayar a la casa de [Alejandro] Medina y ahí empezamos a preparar, y todas las noches terminábamos de ensayar y nos íbamos caminando. Primero íbamos a la Manzana Loca, al Bar Moderno y al Di Tella, y más tarde nos íbamos a Corrientes, a La Paz, donde estaban esos revolucionarios, esos que te conté antes que nos verdugueaban porque nosotros éramos melenudos, rockeros y pacifistas y ellos querían ser guerrilleros.

Entre tanto, las discográficas multinacionales, ya convencidas de las posibilidades comerciales de los grupos de rock progresivo (a los cuales antes habían cerrado sus puertas), decidieron acabar con los sellos independientes que competían con ellas contratando a toda costa a sus mejores artistas.
Por diversas razones, la relación entre los manales y Mandioca se había deteriorado, y una oportuna oferta de la compañía discográfica RCA los convenció finalmente de emigrar a "una discográfica importante". Manal firmó con RCA y entró a los Estudios Ion para grabar nuevos temas. El primer sencillo publicado fue «Elena»/«Doña Laura», y poco después salió a la venta su segundo álbum, El León en 1971.
Quizá debido al mal manejo de la discográfica (que no sabía cómo tratar con artistas de idiosincrasia "alternativa" ni cómo promocionar sus productos), ese material no obtuvo el éxito esperado. Ello, sumado a problemas de management y a las divergencias personales y profesionales entre sus integrantes, provocó la prematura disolución de Manal a finales de 1971.

### Diez años después

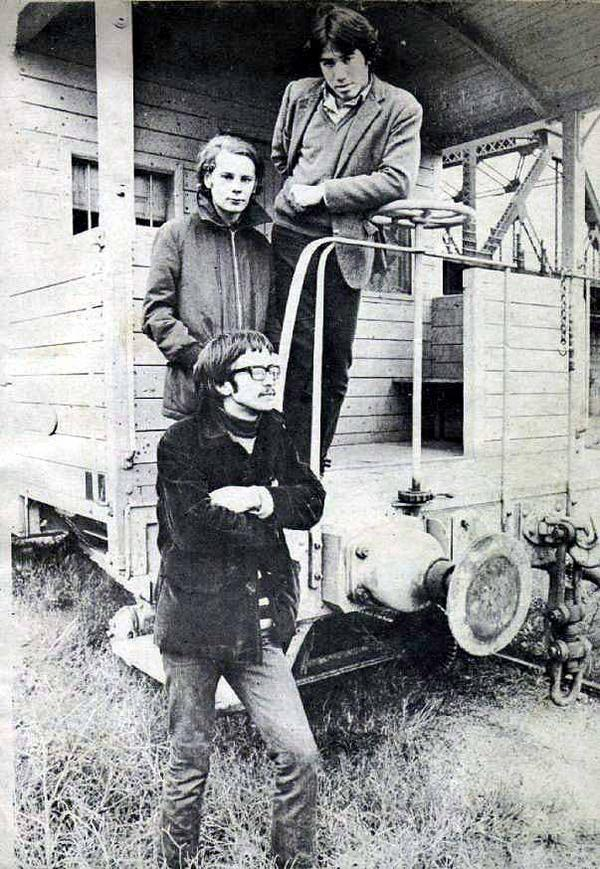
El grupo Manal, arriba Alejandro Medina, en el medio Claudio Gabis y abajo Javier Martínez.

El baterista emigró a Barcelona en 1972, donde formó el grupo Esqueixada Sniff para luego regresar a Buenos Aires en 1980, año en que los tres integrantes de Manal acordaron reunirse temporalmente, realizando varios recitales en el Estadio Obras y grabando un álbum de estudio. Sin embargo, las diferencias personales reaparecieron y la banda volvió a separarse. Aquella reunión había durado menos de un año.
Desde finales de 1981 Javier Martínez se dedicó a su carrera solista, lo que lo llevaría a presentarse en el multitudinario festival B.A. Rock IV y a editar su álbum Sol del sur (1983), tras lo cual se estableció en Francia.

### Récord mundial
Ya en el país galo, Martínez logró la marca mundial de tiempo continuo de ejecución de batería en 1985, en un torneo benéfico organizado por la Municipalidad de Toulon. Tocó en forma ininterrumpida durante 41 horas y media, con un intervalo de 5 minutos para comer.

### Manal-Javi
Dos años más tarde, retornaría a la Argentina en lo que iba a ser su regreso definitivo. Martínez volvería forma otra vez Manal, pero con una formación completamente distinta, estuvo acompañado por Aldo Giacomino (guitarra), Jorge Iacobellis (batería), Jorge Szajko (teclado y saxofón) y Luis de León (bajo y coros). Este grupo se formó en enero de 1987 y Martínez optó por llamarlo "Manal-Javi". Hicieron varias presentaciones junto al grupo Vox Dei, como ser en Badía y Cía, en el teatro "Fénix" de Barrio de Flores (Buenos Aires) y también en este mismo programa Sábados de la bondad. Además de actuar, la banda grabó en los Estudios Ion un disco con versiones modernas de los clásicos del trío y nuevas composiciones de Martínez («Gaby, Juan» y «Hoy te ví»). Cuatro de los clásicos («No pibe», «Jugo de tomate frío», «Avenida Rivadavia» y «Una casa con diez pinos») fueron editados (en forma fallida) bajo el nombre de Javier Martínez en la Colección de Rock de Revista Noticias, aunque en realidad pertenecían a la formación Manal-Javi. El resto de los temas grabados eran: «Informe de un día», «Elena» y «Necesito un amor». Salvo los temas que aparecieron en la colección de la revista Noticias, el resto del material de ese disco nunca se publicó. El grupo se separó en enero de 1990.

### Trabajos recientes
En 1990 convocó a Jorge Capello y el bajista Jorge Pasqcuali (integrantes de la banda de Luis Salinas); formó el trío Manal Javi (Javier uso libremente la palabra Manal argumentando que era libre de usarla, porque era una palabra que había inventado), realizó presentaciones en numerosos lugares del Gran Buenos Aires e interior del país. Finalizó esta etapa en 1992, con un ciclo de cinco meses en el Auditorio Buenos Aires, bajo la tutela de Bebe Muñoz y otro ciclo de iguales características en Liberarte.

### Javier Martínez Blues Band
En 1993 formó una nueva banda, la Javier Martínez Blues Band, acompañado por Antonio García López en bajo, Carlos Vidal en teclados, Pino Callejas en guitarra y Enrique Weimann en armónica. Esta formación grabó en 1994 su disco Corrientes, de rock and roll, con letras muy porteñas y un extensivo uso del lunfardo.
Al año siguiente Manal sufrió su tercera encarnación, con Martínez pero sin Gabis. En el año 1995, se une con Jorge Capello, Sirso Iseas y Aquiles Roggero, hacen una gira por la provincia de Buenos Aires, finalizando con una serie de conciertos en Olivero Always Buenos Aires Hotel. Componen juntos, temas que luego quedarán registrados en el álbum Swing.
En 1997, Martínez se reunió de nuevo con Jorge Cariglino, guitarrista y arreglista de blues y jazz, para organizar la grabación de un nuevo trabajo en colaboración (ya habían tocado Jazz en trío con el bajista Jordi Gaspar en 1980 en Barcelona). Juntos componen cuatro temas originales que grabaron para el álbum Swing (editado en 1998 bajo el sello SUM Récords de Argentina).
Bajo el nuevo nombre de Manal Javier Martínez publicó en 2003 un nuevo trabajo solista, Basta de boludos, tras el cual declaró públicamente que solo tocaría con sus compañeros actuales (Maxi Delli Carpini, Javier Acuña y Oscar "Mono" López).
Siguió su carrera como solista, en varios proyectos, el último Por la vuelta, donde hizo una versión en ritmo de swing del tango de Cadícamo del mismo nombre, además de homenajear a su amigo Pappo con un blues.
Regresa al jazz, actividad realizada en su estadía por Europa en los años 70, especialmente en Barcelona, Ibiza y la Costa Azul. Y participa entre los años 2006 y 2007, tanto en Buenos Aires como en el interior, en varios shows solamente como instrumentista acompañando a la cantante de jazz Marcela Romero.
En el año 2009 forma su banda con Luis de León (nuevamente) en el bajo y coros y Maxi Delli Carpini en guitarra. Este trío fue convocado por el contrabajista Jorge "negro" González, dueño de Jazz & Pop para tocar en su pub, porque le habían dicho que ese trío sonaba realmente bien. Hicieron varias presentaciones ahí hasta 2010. El 10 de marzo de 2010 tocaron en la plaza de Juan B. Justo y Boyacá en el homenaje a Pappo. Fueron invitados a participar por Georgina Deviasso, la sobrina de Pappo. La noche que Spinetta hizo su famoso recital en Ferrocarril Oeste, el trío Manal Javier Martínez tocó en la plaza de Berazategui ante unas 5000 personas. Hicieron numerosos shows empezando en Mar del Plata en el ex "Elvis Studio Café", en un recital que duró más de dos horas y media.
Otros proyectos lo encuentran volviendo a la guitarra acústica acompañándose en los temas ya clásicos y también en inéditos. Ha realizado una serie de conciertos en formación power trio, realizando temas clásicos de Manal, como versiones de sus discos como solista.

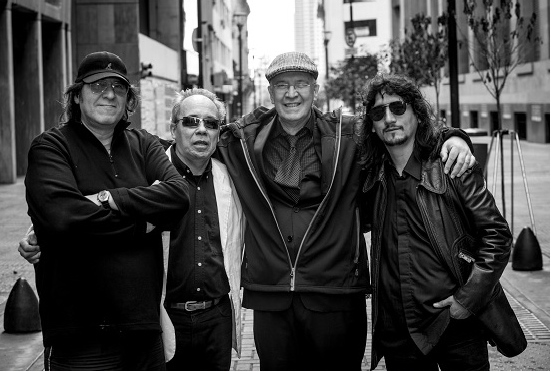
Patan vidal, Chino Sanz, Javier Martínez, Zorro Salinas.

También se presentó con la denominación "Manal Javier Martínez", acompañado por músicos, en conciertos tanto en Capital Federal como en el interior del país con la siguiente formación: Javier en batería y voz, Marcelo Roascio en guitarra y voces y Héctor "Clavito" Actis en bajo y voces. 
Editó el libro Yo Soy Buenos Aires por Fabio Scaturchio. Una suerte de autobiografía que relata en un estilo coloquial, sus anécdotas y su pensamiento. Este libro cuenta con testimonios de Luis Alberto Spinetta, Miguel Grinberg, Daniel Ripoll, Juan Carlos Kreimer, Claudio Kleiman, Rodolfo García, Pipo Lernoud, Marcelo Gobello y Alfredo Rosso.

A los dieciocho años conocí La Cueva; eso cambió mi vida, porque ahí conocí a todos. Hacía poco que había dejado de ser Pasarotus, el boliche de jazz, pero seguían yendo los jazzeros y empezaban a venir Sandro y Los de Fuego, los rockeros, y después vino lo que todos saben. La Cueva cambia mi vida totalmente, me pone en contacto con Sandro, con los grandes que me influenciaron, con Moris, con Litto, con Tanguito y con la posibilidad real de transformarme en un artista profesional. ¡Les debo tanto a esos tipos, que me llevaron a los dieciocho años a La Cueva!. Fue una vivencia fabulosa. Y se dio de una manera casual...
Javier Martínez en Yo soy Buenos Aires. 

En 2013, lanza Por la vuelta, su primer DVD.
A mediados de 2015, edita su nuevo CD, titulado Pensá Positivo, con la producción general de Fabio Scaturchio, que incluye nuevas composiciones, además de versiones de «El hombre restante» (compuesto junto a Tanguito), «Porque hoy nací» (clásico del primer disco de Manal) y el tango «Por la vuelta», además de "Pappo blues", un tema que le dedicó a su amigo Pappo.
En 2020 edita su CD DVD "Concierto en el estudio", junto al guitarrista Maxi Delli Carpini y el bajista Hernán Castellano donde repasa temas de su carrera solista, además de 3 nuevas versiones de sus temas de Manal; Voy a ver a un amigo, compuesto con Pappo y grabado por primera vez como solista y la balada Que puedo hacer, compuesta en los 70 y registrada por primera vez para esta placa.
2021 es el año de reencuentro con su compañero Pino Callejas, y editan Darse Cuenta, un disco grabado varios años antes.

## Discografía
Con Manal
- Manal (1970)
- El león (1971)
- Reunión (1981)

Con Billy Bond y La Pesada del Rock and Roll
- Billy Bond y La Pesada del Rock and Roll (1971)
- Billy Bond y La Pesada del Rock and Roll Volumen 2 (1972)
- Buenos Aires Blus (1972)

Con Manal Javi
- Avenida Rivadavia, Jugo de Tomáte, No Pibe y Una Casa con 10 pinos, que salieron en la Colección de Rock de Noticias (1987)

Como solista
- Sol del sur (1983)
- Corrientes (1993)
- Swing (1998)
- Basta de boludos (2003) -reedición de Swing con dos temas extras-
- Pensá positivo (2015)
- Concierto en el estudio (2020)

Manal Javier Martínez y Pino Callejas
- Darse Cuenta (2021)

## Libros
- Yo soy Buenos Aires (2013) conversaciones con Fabio Scaturchio.

## DVD
- Por la vuelta (2015)